# 富士通ゼネラル
株式会社富士通ゼネラル（ふじつうゼネラル、英: FUJITSU GENERAL LIMITED）は、神奈川県川崎市高津区に本社を置く、パロマ・リームホールディングス系列の電機メーカー。かつては富士通のグループ会社だった。
東証プライムに上場している。古河三水会会員会社。

## 概要
旧来はブラウン管テレビ（1995年頃に撤退）を主力製品としたが、現在は売上額の8割以上をエア・コンディショナーや脱臭機など冷暖房、空調機器が占める。空調機器の連結売上高のうち、約8割をルームエアコンのシェアが高いヨーロッパ、中東、オーストラリア各国など日本国外で売り上げる他、市町村防災、消防救急など各種ソリューションも取り扱う。
1963年、ホームシアターを商標登録するが、1999年に無償開放する。
1993年、プラズマディスプレイを「プラズマビジョン」として21インチサイズで世界で初めて商品化する。
1997年11月、42インチワイドタイプ16:9画面プラズマテレビプラズマディスプレイを世界で初めて商品化、発売。
2001年3月にフルデジタルビデオプロセッサ画像エンジン「AVM」を開発。搭載した16:9画面プラズマテレビを世界で初めて商品化。同業他社からもソニー「ベガエンジン」などが開発される。
2003年、フィルター自動清掃機構をルームエアコンとして世界で初めて搭載する「nocria（ノクリア）」を発売。2006年以降、同業他社からも類似機能を搭載するエアコンが発売される。
国内販売するエアコンは「FUJITSU」ブランドだが、中東やインドでは旧来の「GENERAL」ブランドで販売、香港、南ヨーロッパの一部地域では「GENERAL」「FUJITSU」両ブランドで販売され、中国では「富士通将軍」（繁体字: 富士通將軍、簡体字: 富士通将军）と呼称される。富士通ゼネラルと、日本ゼネラル・アプラィアンス、アメリカのゼネラル・エレクトリック、イギリスのゼネラル・エレクトリック・カンパニー、各四社は相互に無関係である。

## 沿革
- 1936年（昭和11年）1月15日 - 八尾敬次郎が株式會社八歐（やおう）商店を東京・浅草に設立。蓄音機とその付属品の製造、販売を開始。
- 1938年（昭和13年） - ラジオを製造開始。
- 1941年（昭和16年） - ラジオのほか無線機、測定器、拡声装置を製造。
- 1942年（昭和17年）8月 - 八歐電機株式會社へ社名変更。
- 1946年（昭和21年） - 商標「ゼネラル」の使用を開始。
- 1947年（昭和22年）11月 - 有限會社八歐無線電機製作所を吸収合併し、八欧無線電機株式会社へ社名変更。
- 1948年（昭和23年）11月 - 八欧無線株式会社へ社名変更。
- 1950年（昭和25年） - スーパーヘテロダイン方式ラジオを生産開始。
- 1952年（昭和27年） - テレビの量産化に着手。
- 1953年（昭和28年） - 噴流式電気洗濯機の生産を開始。
- 1955年（昭和30年）2月 - 八欧電機株式会社へ社名変更。
- 1960年（昭和35年） - ウィンド形クーラーを発売。
- 1964年（昭和39年）
  - 電気冷蔵庫の本格的生産ラインを設置。
  - 岩手県で「ゼネラル電子工業株式会社」（現・富士通ゼネラルエレクトロニクス）を設立。
  - 神戸工業（現・デンソーテン）と共同開発したCRT「カラーネトロン」を搭載した全トランジスタ式ポータブルカラーテレビを発表[1]。
- 1966年（昭和41年）11月 - 株式会社ゼネラルへ社名変更。
- 1967年（昭和42年） - 山形県で「新庄電機株式会社」（後の新庄富士通ゼネラル）を設立。
- 1968年（昭和43年） - 電子式卓上計算機を本格的に製造開始。
- 1969年（昭和44年） - 電子キャッシュレジスター（ECR）を世界で初めて開発。
- 1971年（昭和46年） - カセット形クーラー「ミンミン」を開発。業界で先駆け中近東へウインド型エアコンを輸出開始。
- 1973年（昭和48年） - 静岡県で「中部ゼネラル株式会社」（現在の浜松事業所）を設立。
- 1976年（昭和51年）
  - 山形県で「米沢ゼネラル株式会社」を設立。
  - 米ニューヨークで「テクニカ社」を設立。
- 1977年（昭和52年） - 英ロンドンで「テレトン社」を設立。
- 1978年（昭和53年）
  - 豪州シドニー「GCA社」の経営権を取得。
  - 独デュッセルドルフで「GCE社」を設立。
- 1980年（昭和55年） - ブラジルのサンパウロで「ゼネプラス社」を設立。
- 1982年（昭和57年） - 国外市場で大型スプリットエアコンを発売｡
- 1984年（昭和59年）9月 - 富士通と資本、業務提携。
- 1985年（昭和60年）
  - 「株式会社富士通ゼネラルシステムエンジニアリング」を設立（後に富士通パブリックソリューションズを経て、富士通に統合）。
  - 10月 - 株式会社富士通ゼネラルへ社名変更。
- 1986年（昭和61年） - 香港で「FGL（H.K.）社」を設立。
- 1987年（昭和62年） - 衛星放送チューナー内蔵カラーテレビを開発。
- 1989年（昭和64年/平成元年） - 業界初の温水ルームヒータを生産、発売。
- 1991年（平成3年） - タイでエアコン生産子会社「Fujitsu General(Thailand)CO.,Ltd.」を設立。
- 1993年（平成5年）
  - 世界初の21型フルカラープラズマディスプレイモニタを発表。
  - 中国・上海でエアコン生産子会社「富士通将軍（上海）有限公司」を設立。
- 1994年（平成6年） - 日本初のパワーディフューザー機構を搭載したエアコンを発売。
- 1995年（平成7年） - 業界初のラムダ型熱交換器とセンターマウント大型クロスフローファンを開発。
- 1996年（平成8年） - 世界初の42型カラープラズマディスプレイ「プラズマビジョン」を発売。
- 1997年（平成9年） - タイでエアコンモータ生産子会社「FGA(Thailand)CO.,Ltd.」を設立。
- 1999年（平成11年） - 電子デバイス部門と一関富士通ゼネラルの設計、製造部門を統合し「富士通ゼネラルエレクトロニクス」を設立。
- 2000年（平成12年）
  - 静岡県富士宮市に「株式会社富士エコサイクル」を設立。
  - エジプトでエアコン生産、販売の合弁会社「Aircon Japan S.A.E」を設立。
- 2001年（平成13年）
  - フルデジタルビデオプロセッサ「AVM」を開発。
  - ビル用マルチエアコン事業へ本格参入。
  - 浜松富士通ゼネラルと台湾富士通将軍でエアコン生産を中止し、生産を上海とタイへ集約。
- 2002年（平成14年） - 全米テレビ芸術科学アカデミーから、プラズマディスプレイで「2002年度エミー賞」を授与される。
- 2003年（平成15年） - 冷蔵庫事業から撤退。世界初の自動フィルター清掃機構搭載エアコン「nocria」（ノクリア）を発売。
- 2004年（平成16年） - 世界初のアキシャルギャップ形ファンモータを開発する。
- 2007年（平成19年） - 日産自動車と3Dモータ[2]を共同開発する。
- 2008年（平成20年） - 一般耐久消費財商品のうち映像情報事業から撤退する。
- 2009年（平成21年） - 新庄富士通ゼネラルを解散し、大阪証券取引所、名古屋証券取引所上場を取り止める。
- 2011年（平成23年） - 日本初の「デジタル消防救急無線システム（SCPC（英語版））」を岡山市消防局へ導入する。
- 2012年（平成24年） - 東芝キヤリアとの合弁でツインロータリーコンプレッサ製造会社「TCFG Compressor（Thailand）Co.,Ltd.」を設立（2023年にTCFGは富士通ゼネラル連結子会社化）。
- 2016年（平成28年） - 米Rheem（リーム）社と北米空調機ビジネスにおいて協業および相互製品供給契約締結。
- 2018年（平成30年）2月 - 社内向けに、歴代商品などを展示する「自発館」を本社研究所棟1階に開設[3]。
  - 「健康経営優良法人2018〜ホワイト500〜」に認定。
- 2019年（令和元年） - 株式会社アウトソーシングテクノロジーとの共同出資で「株式会社富士通ゼネラルOSテクノロジー」を設立。
  - 川崎本社内にイノベーション＆コミュニケーションセンター（ICC）を竣工し、空調機部門の技術者を集結。
- 2020年（令和2年） - ウェアラブルエアコンCómodo gearの提供を開始。
- 2022年（令和4年） - Group Atlanticと合弁会社FGAHPを設立し、脱炭素社会の実現に向けATWの欧州域内生産を開始。
- 2025年（令和7年）6月 - 給湯機・空調メーカー大手のパロマ・リームホールディングスが株式公開買付けにより46.56%の株式を取得し、筆頭株主となる[4][5]。子会社である富士通ゼネラルエレクトロニクスのパワーモジュール事業をインドの会社であるL&T Semiconductor Technologiesに売却[6]。

## 主要商品

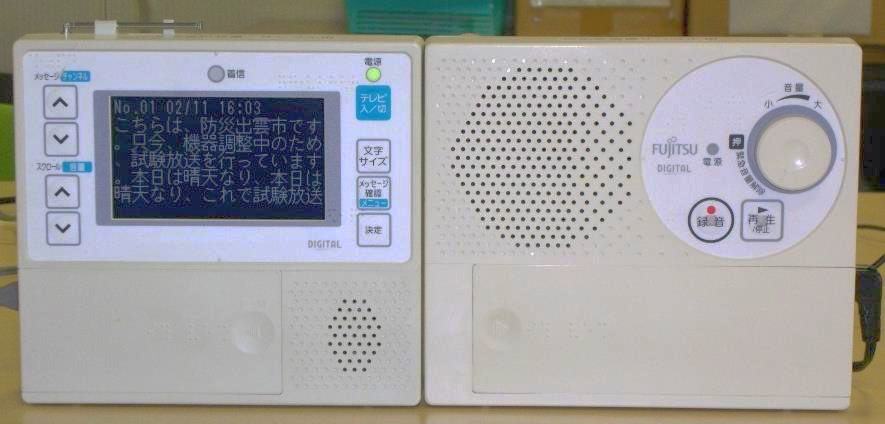
市町村防災行政無線用戸別受信装置 CR-668型と、着脱式文字表示装置。

- 個人向け - 冷暖房、空調機器、映像機器など
  - エア・コンディショナー 「ノクリア」シリーズ[7]など
  - 空気清浄機
  - 脱臭機[8]

- 法人向け - 空調機器、映像機器、流通向けソリューション、情報通信システムなど
  - ビル用マルチエアコン 「AIRSTAGE」シリーズなど
  - 設備用パッケージエアコン
  - プラズマディスプレイ 「プラズマビジョン」シリーズ[9]
  - 流通向けソリューション POSシステムなど
  - 医療機関向け外来情報ソリューション「Hospision」
  - 映像ソリューション デジタルサイネージシステム「UBWALL」[10]など
  - 情報通信システム 消防システム、タクシー配車システム、CCTVシステムなど
  - ユニット・部品 モータ、ボードカメラ、監視カメラ、画像センサーカメラ、LNB[注釈 1]、トランスミッタ、電子部品など

### 撤退
2008年3月以降、下記個人向け映像機器から撤退している。
- プラズマテレビ、プラズマディスプレイ -「プラズマビジョン」シリーズ、「AVIAMO」シリーズ
- 液晶テレビ -「AVIAMO」シリーズ
- 液晶プロジェクター

2017年3月をもって、下記の個人向け機器から撤退。
- 温水ルームヒーター ‐「ホットマン」シリーズ[11]など
- 電気カーペット[12]

かつては冷蔵庫、文字放送対応システムテレビ、FMラジオステレオチューナー内蔵ブラウン管テレビ、扇風機など各種家電製品を製造したが、現在はリコール対策のみ実施している。

## 主な開発拠点・工場 （日本国内）
- 本社（神奈川県川崎市高津区）
  - エアコン、空気清浄機、脱臭機、情報通信ネットワークシステム、企業向けソリューション研究と開発
- 青森事業所[AFG]（青森県上北郡七戸町）
  - モータの製造
- 株式会社富士通ゼネラルエレクトロニクス[FGEL]（岩手県一関市）
  - ハイブリッドIC/機能ユニット、衛星通信ユニット、画像センサー、監視カメラ、消防防災監視システム、電子デバイス、電子機器製造
- 浜松事業所（静岡県浜松市浜名区）
  - 株式会社富士エコサイクル - 使用済み家電製品の再商品化に関する事業[注釈 3]

## 工場 （日本国外）
- 富士通将軍（上海）有限公司[FG上海]（中国上海市嘉定区）
  - ルームエアコン、脱臭機の製造
- FUJITSU GENERAL (THAILAND) [FGT]（タイ王国チョンブリー県）
  - パッケージエアコン、ビル用マルチエアコンの製造
- FGA (THAILAND) （タイ・チョンブリー県）
  - モータの製造
- TCFG Compressor （Thailand）（タイ王国チョンブリー県）[注釈 4]
  - ツインロータリーコンプレッサの製造
- 江蘇富天江電子電器有限公司[FGLS]（中国江蘇省靖江市）[注釈 5]
  - モータの製造
- 富士通将軍中央空調（無錫）有限公司[FGCA]（中国無錫市）
  - ビル用マルチエアコンの製造

## 提供番組（過去番組も含む）
スポットCMが中心だが、不定期ながら夏季と冬季に集中的提供を関東ローカルや全国ネットで行う場合がある。
- 報道特集 (TBS)（2018年4月 - 2023年3月）
- ウェークアップ!ぷらす → ウェークアップ（2017年4月 - 2023年3月）
- 世界が驚いたニッポン! スゴ〜イデスネ!!視察団（2017年4月 - 不明）
- ファイト!川崎フロンターレ - 富士通・川崎信用金庫ともにスポンサー。
- 姿三四郎（牧真介主演版） - 一社提供。
- ばらの伯爵 - 一社提供。
- 風流あばれ奉行 - 一社提供。
- 新選組始末記（中村竹弥主演版） - 一社提供。
- 鞍馬天狗（同上） - 一社提供。

- YKKアワー キックボクシング中継
- 塩谷育代のゴルフ魅せます、吉川なよ子の爽やかゴルフ - 古河グループ提供番組の1社として参加していた。
- JNNイブニング・ニュース
- Theサンデー
- NNNきょうの出来事
- 富士通スポーツスペシャル出雲駅伝中継（2012年大会）
- 日本大相撲トーナメント（2012年、2013年、2014年、2015年 - ）
- モーニングショー（テレビ朝日系列）

など。

## CM出演者
- 現在
  - 石田ゆり子（日本）
  - マーク・テイラー（英語: Mark Taylor (cricketer)）（オーストラリア）
  - 陽岱鋼（台湾）

- 過去（日本）
  - 山﨑賢人
  - 松下奈緒
  - 野茂英雄
  - 春木みさよ
  - 加藤虎ノ介
  - タカアンドトシ（猿の声ナレーション）
  - 内藤陽子
  - 高岡由香
  - 森公美子
  - 池谷幸雄
  - 和久井映見
  - ケント・デリカット
  - 左とん平
  - 加藤芳郎
  - 芥川也寸志
  - あき竹城
  - ロベルト・バルボン
  - 力道山

## 関連会社
※全て株式会社である。
- 富士通ゼネラルOSテクノロジー
- 富士通ゼネラルエレクトロニクス
- 富士通ゼネラルフィールドセールス
- 富士通ゼネラル研究所
- 富士通ゼネラル情報システム
- 富士通ゼネラル設備
- 富士通ゼネラルハートウエア
- エフイーエス
- シーエスピー
- 富士エコサイクル
- 清和会
- 富士通ゼネラルイーエムシー研究所